# Маркович, Душко
Душко Маркович (черног. Duško Marković, Душко Марковић; род. 6 июля 1958 года, Мойковац, Народная Республика Черногория, ФНРЮ) — черногорский юрист и политик, премьер-министр Черногории с 28 ноября 2016 года по 4 декабря 2020 года.

## Биография
Родился 6 июля 1958 года в городе Мойковац. Изучал право в Крагуевацком университете. Работал в юридическом отделе рудника «Брсково» в Мойковце, одновременно принимал участие в политической деятельности на местном уровне.
С 1991 по 1998 годы был генеральным секретарём правительства Черногории. С 1997 по 1998 годы был членом Скупщины. До 2005 года занимал должность заместителя министра внутренних дел по вопросам госбезопасности. С 2005 по 2010 год руководил Агентством национальной безопасности Черногории. В 2010 году он был назначен министром без портфеля в правительстве Мило Джукановича, в декабре того же года стал заместителем премьер-министра и министром юстиции в новом правительстве Игора Лукшича. Сохранил должности в следующем правительстве Джукановича, созданном в декабре 2012 года. В 2015 году Маркович был избран заместителем председателя Демократической партии социалистов Черногории.
9 ноября 2016 года стал главой правительства, сменив ушедшего в отставку Мило Джукановича. 28 ноября он был утвержден парламентом 41 голосом «за» из 81, при поддержке партий албанского, хорватского и боснийского меньшинств; оппозиция бойкотировала голосование.
В мае 2017 года Маркович и ряд других черногорских политиков по данным черногорской газеты Pobjeda были включены в санкционный список России.
25 мая 2017 года Маркович попал в заголовки СМИ по всему миру, когда президент США Дональд Трамп, казалось, резко оттолкнул его, чтобы встать перед ним во время фотосессии на саммите НАТО , на котором впервые присутствовала Черногория, в преддверии присоединения к альянсу.
10 октября 2018 года Маркович выразил поддержку поправкам к Закону о государственных символах и Дне государственности, которые предусматривают штраф за неуважение к символам страны в размере от 6000 до 20000 евро.
Протесты против коррупции в правительстве начались в феврале 2019 года вскоре после обнародования материалов и документов, о причастности высокопоставленных чиновников к получению подозрительных средств для предвыборной кампании правящей Демократической партии социалистов в 2016 году.
В декабре 2019 года принят закон «О свободе вероисповедания и убеждений и правовом положении религиозных общин», который передает право собственности на церковные здания и собственность от Сербской православной церкви к Черногорскому государству и непризнанной Черногорской «автокефальной» церкви, что вызвало серию массовых протестов в стране среди приверженцев СПЦ, с которой себя ассоциирует большинство верующих черногорцев. По оценке аналитиков, недовольство верующих ослабило поддержку правящей партии.

## Личная жизнь
Женат, имеет троих детей.